# Gauvain Sers
Gauvain Sers, (Limoges, 30 de octubre de 1989) es un cantautor francés. Su primer álbum Pourvu, salió en junio de 2017, ya es disco de oro.

## Biografía
Nacido a Limoges, Gauvain Sers pasó su niñez en Dun-el-Palestel en Creuse. Su padre es profesor de matemáticas y su madre es farmacéutica; tiene tres hermanos.
Después de pasar la selectividad, va a estudiar en París, para después continuar en la escuela de ingeniera ENSEEIHT de Toulouse. Finalmente, realiza cursos de composición musical y de escritura en la escuela Manufacture Canción en París.
En octubre del 2016, Renaud lo elige para hacer la primera parte de su gira titulada el Phénix, con más de 75 conciertos conjuntamente. Participa igualmente a diferentes emisiones de televisión o de radio con el cantante, sobre todo  Gracias Renaud en France 2 al lado de Julien Clerc, Patrick Bruel, Bénabar.
Paralelamente, hace de telonero de Tryo, Yves Jamait, Benoît Dorémus o todavía Manu Galure.
Su primer álbum, Pourvu, sale el 9 de junio de 2017 lanzado por Fontana Récords con los títulos Pourvu, Hénin-Beaumont, Mon fils est parti au djihad y Entre République et Nation. El videoclip Pourvu está realizado por el cineasta Jean-Pierre Jeunet con sobre todo la participación de los actores Jean-Pierre Darroussin y Gérard Darmon y de la comediante Alexia Giordano.